# Bandito (singolo)
Bandito è un singolo del rapper italiano MamboLosco, pubblicato il 9 dicembre 2022.

## Tracce
1. Bandito – 2:40